# Лукашенко, Владимир Владимирович
Владимир Владимирович Лукашенко (укр. Володимир Володимирович Лукашенко; род. 1980) — украинский спортсмен и тренер по фехтованию; Заслуженный мастер спорта Украины (2003).

## Биография
Родился 14 февраля 1980 года в селе Липовец Кагарлыкского района Киевской области Украинской ССР.
Занимаясь фехтованием, выступал за ЦСК Вооружённых сил Украины, тренировался у Н. Горюнова,
 Г. Давидяна, В. Штурбабина.
Член мужской сборной команды Украины в 1999—2009 годах. Становился многократным чемпионом Украины. Был участником XXVII и XXVIII Олимпийских игр, чемпионом и призёром мировых чемпионатов, призёром чемпионатов Европы, победителем этапов Кубка мира (2003) и владельцем Кубка мира (2004).
Окончил в 2003 году Национальный университет физического воспитания и спорта Украины и в 2009 году — Национальный университет государственной налоговой службы Украины. Был награждён орденом «За заслуги» 3-й степени (2003).
По окончании спортивной карьеры, Владимир Лукашенко занялся тренерской. В 2009 году тренировал мужскую и женскую сборные команды Японии. С 2012 года вместе с женой и двумя детьми проживает в США, где также занимеется тренерской деятельностью.